# Корнелий Фуск
Корне́лий Фуск (лат. Cornelius Fuscus; погиб в 86 или 87 году, Дакия) — римский полководец, служивший при императорах из династии Флавиев, прокуратор Паннонии в 69 году.

## Биография

### Ранние годы и участие в гражданской войне
Мало что известно о жизни Корнелия Фуска до его участия в событиях Года четырёх императоров. Тацит сообщает, что он родился в сенаторской семье, но предпочёл политической карьере тихую спокойную жизнь. Однако когда императором стал Гальба, Фуск был одним из первых, кто поддержал его и за свои заслуги был награжден постом прокуратора Паннонии. Впрочем, 15 января 69 года Гальба был убит, и императором стал Отон, а вскоре — Вителлий, против которого выступил Веспасиан. Веспасиана поддерживали Иудея, Сирия и Египет, а вскоре на его сторону перешёл Марк Антоний Прим, военачальник мезийских и паннонских легионов, которые он повёл в Италию. К Приму присоединился и Корнелий Фуск с войсками из Далмации. Сторонники Вителлия были разбиты ими 24 октября при Бедриаке. Фуск в этой битве возглавлял V легион Жаворонков. Сам император бежал в Рим, где вскоре был убит. К власти пришёл Веспасиан.

### Война Домициана с даками
В течение нескольких лет правления Веспасиана и его сына Тита о Корнелии Фуске ничего не известно. Однако в 81 году при императоре Домициане он получает пост префекта преторианской гвардии.
В 84 или 85 году даки во главе с Децебалом напали на римскую провинцию Мёзия, разорили её и убили наместника Гая Оппия Сабина. Домициан приказал начать контрнаступление, для чего лично прибыл в Мёзию и собрал большую армию, командующим которой был назначен Корнелий Фуск. Ему удалось вытеснить даков с территории провинции, однако экспедиция в Дакию оказалась неудачной. Римские войска попали в засаду, были окружены и понесли значительный урон. Был полностью уничтожен V легион Жаворонков. Фуск, до последнего пытавшийся сплотить своих воинов, также пал в этой битве.

## В искусстве
Образ Корнелия Фуска показан в фильме «Даки», где его сыграл французский актёр Жорж Марша́ль.